# Palazzo Tozzoni

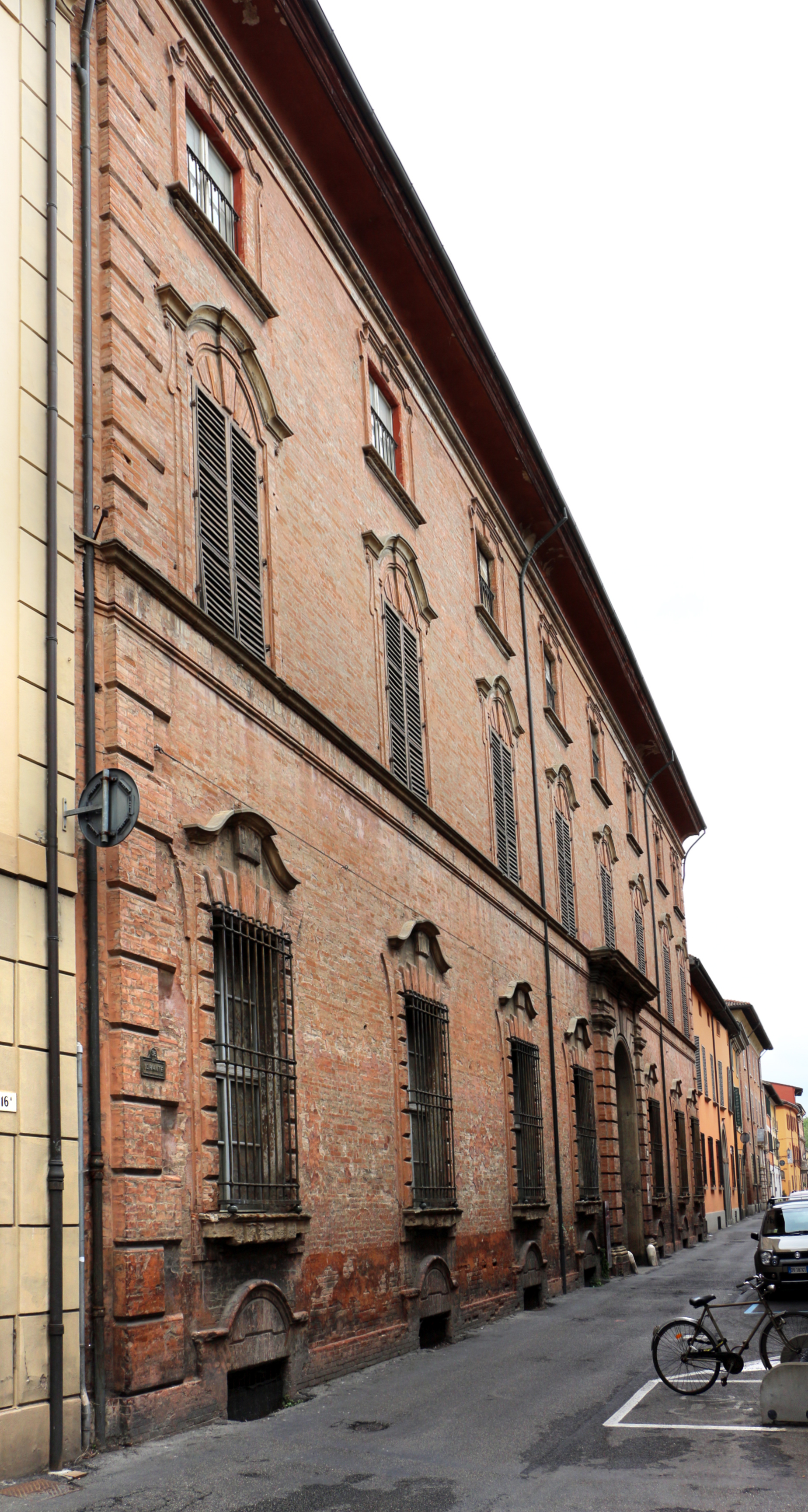
Fassade des Palazzo Tozzoni

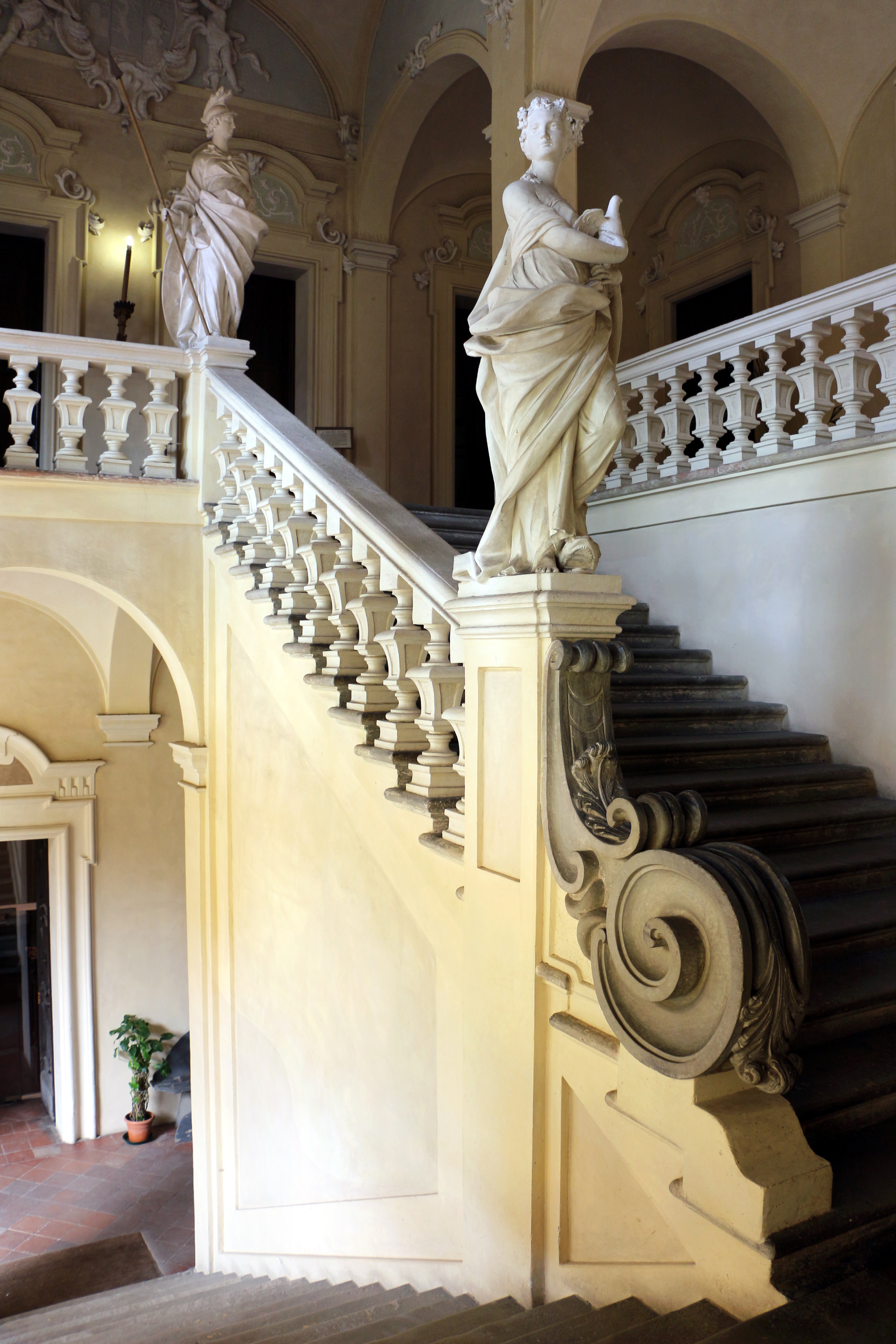
Die Treppe

Der Palazzo Tozzoni ist ein historischer Palast in Imola in der italienischen Region Emilia-Romagna. Er liegt in der Via Garibaldi 18 und gehörte bis zum Ende der 1970er-Jahre der Familie Tozzoni.

## Geschichte
In der ersten Hälfte des 18. Jahrhunderts ließen die Tozzonis das dreistöckige Gebäude im Stile des Spätbarock durch Domenico Trifogli erbauen. Die Treppe ist mir Skulpturen von Francesco Janssens verziert.
1978 überließ Sofia Serristori-Tozzoni den Palast der Stadt Imola, die ihn 1981 in ein Stadtmuseum umwandelte. Noch heute sind dort Möbel, andere Einrichtungsgegenstände und Erinnerungsstücke der Familie zu sehen, der er gehörte.

## Beschreibung
Die wichtigsten Säle sind der „Salotto rosso“ (dt.: Roter Saal), in dem die Gemäldegalerie mit den Porträts der Tozzonis untergebracht ist, die „Camera dell’Alcova“ (dt.: Alkovenzimmer) im Rokokostil und der „Salotto del Papa“ (dt.: Papstsaal), der zu Ehren von Papst Benedikt XIV. so benannt ist. Die Bibliothek, die reich an alten Bänden ist, und das Familienarchiv liegen im Erdgeschoss. Die Gemäldesammlung enthält 170 Werke, größtenteils von Bologneser Meistern oder solchen aus der Romagna. Die ältesten von ihnen stammen aus dem 16. Jahrhundert.